# Kate Marian Kenski
Kate Marian Kenski (* vor 2000) ist eine Kommunikationswissenschaftlerin und Hochschullehrerin an der Universität in Arizona. Sie unterrichtet politische Kommunikation, öffentliche Meinungsbildung sowie wissenschaftliche Forschungspraxis am Institut für Kommunikation, Government und Public Policy. Sie ist Autorin von über 70 Artikeln mehrerer Fachzeitschriften sowie Co-Autorin der prämierten Biografie "The Obama Victory: How Media, Money, and Message Shaped the 2008 Election".

## Beruflicher Werdegang
Vor der Lehre an der Universität in Arizona war Kate Kenski als leitende Analystin am Annenberg Public Policy Center an der Universität in Pennsylvania tätig. Außerdem war sie als Redakteurin bei der Fachzeitschrift „International Journal of Public Opinion Research“ angestellt und ist aktuell Mitherausgeberin des „Public Opinion Quarterly“.
2011 war sie Vorsitzende der Abteilung für politische Kommunikation der „National Communication Association“ (NCA). Seit 2010 ist sie als Sekretärin derselben Abteilung bei der „American Political Science Association“ (APSA) tätig.
Aktuell forscht Kenski in folgenden kommunikationswissenschaftlichen Bereichen: Social Media und respektloses Verhalten, Geschlecht und Politik, die Entwicklung von Online-Plattformen zur Unterstützung des logischen Denkverhaltens und der Meinungsbildung von Usern, sowie multimediale Online-Unterrichtsmethoden zur Vermeidung von kognitiven Dissonanzen.

## Werk
Das bekannteste und erfolgreichste Werk der Kommunikationswissenschaftlerin ist ihr Mitwirken als Co-Autorin der Biografie The Obama Victory: How Media, Money, and Message Shaped the 2008 Election aus dem Jahr 2010. Gemeinsam mit Bruce W. Harley und Kathleen Hall Jamieson beschreibt und analysiert sie die Umstände und den Karriereaufstieg des ehemaligen US-Präsidenten Barack Obama.
Diese Publikation wurde unter anderem mit Auszeichnungen, wie dem „ICA Outstanding Book Award 2011“, dem „NCA Diamond Anniversary Book Award 2012“, dem „NCA Political Communication Dicision Roderick P. Hart Outstanding Book Award 2012“, sowie dem „PROSE Award for Best Book in Government and Politics 2010“, geehrt.
Weiters ist Kate Kenski Co-Autorin der The National Annenberg Election Survey aus dem Jahr 2004, wie, zusammen mit Kathleen Hall Jamieson, Co-Editor des The Oxford Handbook of Political Communication.
Kenski hat bereits über 70 Artikel in Fachzeitschriften, wie American Behavioral Scientist, the Annals of the American Academy of Political and Social Science, Communication Research, The International Journal of Public Opinion Research, The Journal of Applied Social Psychology sowie Public Opinion Quarterly veröffentlicht.
Hauptsächlich befasst sich die Autorin in ihren Artikeln mit Themen der zivilen Beteiligung und Verhalten in politischen Kampagnen sowie politischer Kommunikation und der Rolle unterschiedlicher Einflussfaktoren und Medienkanäle darin.

## Ausgewählte Monografien
- The Oxford handbook of political communication. Oxford University Press, New York, ISBN 0-19-979347-6.
- The Obama victory: How media, money, and message shaped the 2008 election. Oxford University Press, New York 2010, ISBN 978-0-19-539956-1.
- Capturing campaign dynamics 2000 & 2004: The National Annenberg Election Survey. University of Pennsylvania Press, Philadelphia 2006, ISBN 0-8122-1944-9.
- Capturing campaign dynamics: The National Annenberg Election Survey: Design, Method, and Data. Oxford University Press, New York 2004, ISBN 0-19-516504-7.

## Ausgewählte Zeitschriftenpublikationen
- K. Filer. C. Kenski, B. A. Conway-Silva: Lying, liars, and lies: Incivility in 2016 presidential candidate and campaign tweets during the invisible primary. In: American Behavioral Scientist, 2018.
- P. Rossini, J. Kenski. K. Hemsley. J. Zhang. F. Dobreski. B. Stromer-Galley: The relationship between race competitiveness, standing in the polls, and social media communication strategies during the 2014 U.S. gubernatorial campaigns. In: Journal of Information Technology & Politics. 2018.
- S. A. Rains, K. Coe. K. Harwood. J. Kenski: Incivility and political identity on the internet: Intergroup factors as predictors of incivility in discussions of news online. In: Journal of Computer-Mediated Communication, 2017.
- M. J. Pitts, K. Smith. S. Pavlich. C. Kenski: Focus group discussions as sites for public deliberation, sensemaking, and civic engagement following shared political documentary viewing. In: Journal of Public Deliberation, 2017.
- K. Filer. C. Kenski, B. A. Conway-Silva: Communicating party labels and names on Twitter during the 2016 presidential invisible primary and primary campaigns. In: Journal of Political Marketing, 2017.
- A. Kenski. K. Shaw, J. Martey. R. Stromer-Galley, B. A. Clegg, J. E. Lewis, J. E. Folkestad, T. Strzalkowski: Serious efforts at bias reduction: The effects of digital games and avatar customization on three cognitive biases. In: Journal of Media Psychology, Mai 2016; DOI:10.1027/1864-1105/a000174
- B. A. Conway, K. Wang. D. Kenski: The rise of Twitter in the political campaign: Searching for intermedia agenda-setting effects in the presidential primary. In: Journal of Computer-Mediated Communication, 2015, 15, S. 363–380. doi:10.1111/jcc4.12124
- K. Kenski. K. Rains. S. Coe: Online and uncivil? Patterns and determinants of incivility in newspaper website comments. In: Journal of Communication, 2014, 64, S. 658–679; doi:10.1111/jcom.12104
- N. J. Stroud, K. Kenski: From agenda setting to refusal setting: Survey nonresponse as a function of media coverage across the 2004 election cycle. In: Public Opinion Quarterly, 2007, 71(4), S. 539–559.
- E. Kenski. K. Falk: Sexism vs. partisanship: A new look at the question of whether America is ready for a woman president. In: Sex Roles: A Journal of Research, 2006, 54(7/8), S. 413–428.
- K. Kenski, N. J. Stroud: Connections between internet use and political efficacy, knowledge, and participation. In: Journal of Broadcasting & Electronic Media, 2006, 50(2), S. 173–192.